# 東舞鶴車站
東舞鶴車站（日语：／ Higashi-maizuru eki */?）是一位於日本京都府舞鶴市、隸屬於西日本旅客鐵道（JR西日本）的鐵路車站。除了是舞鶴市的主車站之外，由於緊鄰在昔日曾是重要軍港所在地的舞鶴港邊，在過去該站的貨物運輸業務也不比客運業務來得遜色。東舞鶴是日本在日本海沿岸唯一的軍事據點，因此以1901年設置的舞鶴鎮守府為中心，很快地就發展成一個軍事都市。在第二次世界大戰前與戰爭期間，日本皇室曾多次搭乘鐵路列車拜訪東舞鶴，因此東舞鶴車站內有少見的貴賓室設計。然而1996年時伴隨當時的路線高架化工程，東舞鶴車站也一同改建成為今日的高架車站型式。
至於原本中舞鶴線等支線撤除之後留下的停車側線，則在車站改建的同時一併拆除，並打算用來作為高層住宅大樓的用地。

## 車站構造

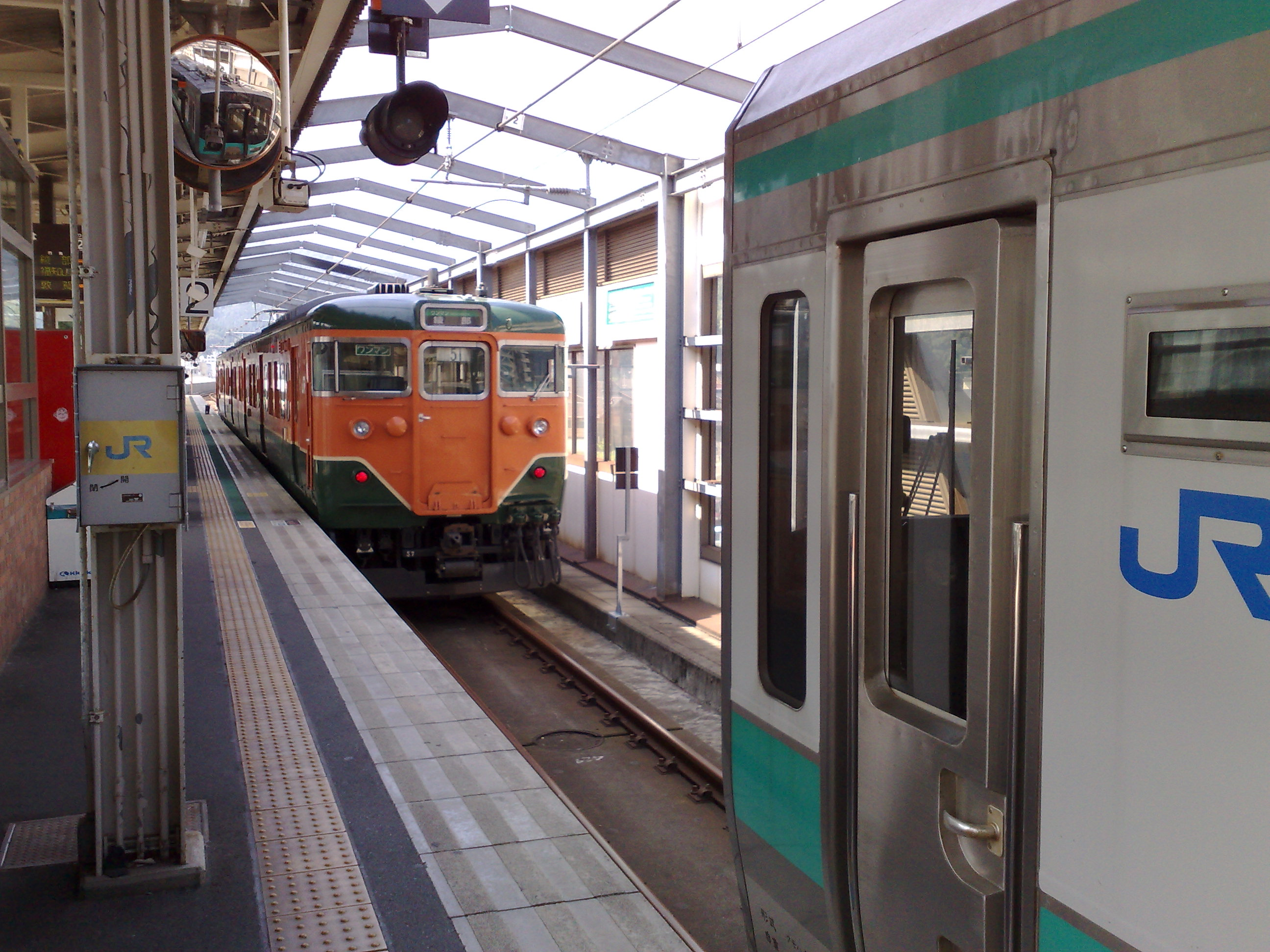
停在同一個月台兩端的舞鶴線（遠端）與小濱線（前景）列車

東舞鶴車站為高架車站設計，站內配有島式月台一座與兩條乘車線。東舞鶴車站同時是舞鶴線與小濱線兩條鐵路線的終點站，在這裡兩條路線的軌道雖然是互通的，但實際上除了小濱線的末班車會直通運行至西舞鶴車站過夜停放，作為隔天的首班車開往敦賀車站。其他班次列車並不從舞鶴線直通運行進入小濱線。由於這緣故，同一條乘車線的兩端會同時有不同路線的列車停靠，其中小濱線那頭的列車在抵達東舞鶴後會回頭朝敦賀方向離去，而來自舞鶴線綾部與西舞鶴方向的列車，抵站後則是回頭朝原本的方向離去。

### 月台配置
| 月台 | 路線    | 目的地                           |
| ---- | ------- | -------------------------------- |
| 1、2 | 舞鶴線  | 往西舞鶴、綾部、福知山、京都方向 |
| 1、2 | ■小濱線 | 往小濱、敦賀方向                 |

## 利用狀況
1日平均上車人次如下表。
| 年度               | 1日平均上車人次 |
| ------------------ | --------------- |
| 1999年（平成11年） | 1,471           |
| 2000年（平成12年） | 1,534           |
| 2001年（平成13年） | 1,504           |
| 2002年（平成14年） | 1,488           |
| 2003年（平成15年） | 1,479           |
| 2004年（平成16年） | 1,384           |
| 2005年（平成17年） | 1,370           |
| 2006年（平成18年） | 1,345           |
| 2007年（平成19年） | 1,356           |
| 2008年（平成20年） | 1,345           |
| 2009年（平成21年） | 1,288           |
| 2010年（平成22年） | 1,296           |
| 2011年（平成23年） | 1,336           |
| 2012年（平成24年） | 1,422           |
| 2013年（平成25年） | 1,526           |
| 2014年（平成26年） | 1,482           |
| 2015年（平成27年） | 1,497           |
| 2016年（平成28年） | 1,510           |

## 歷史

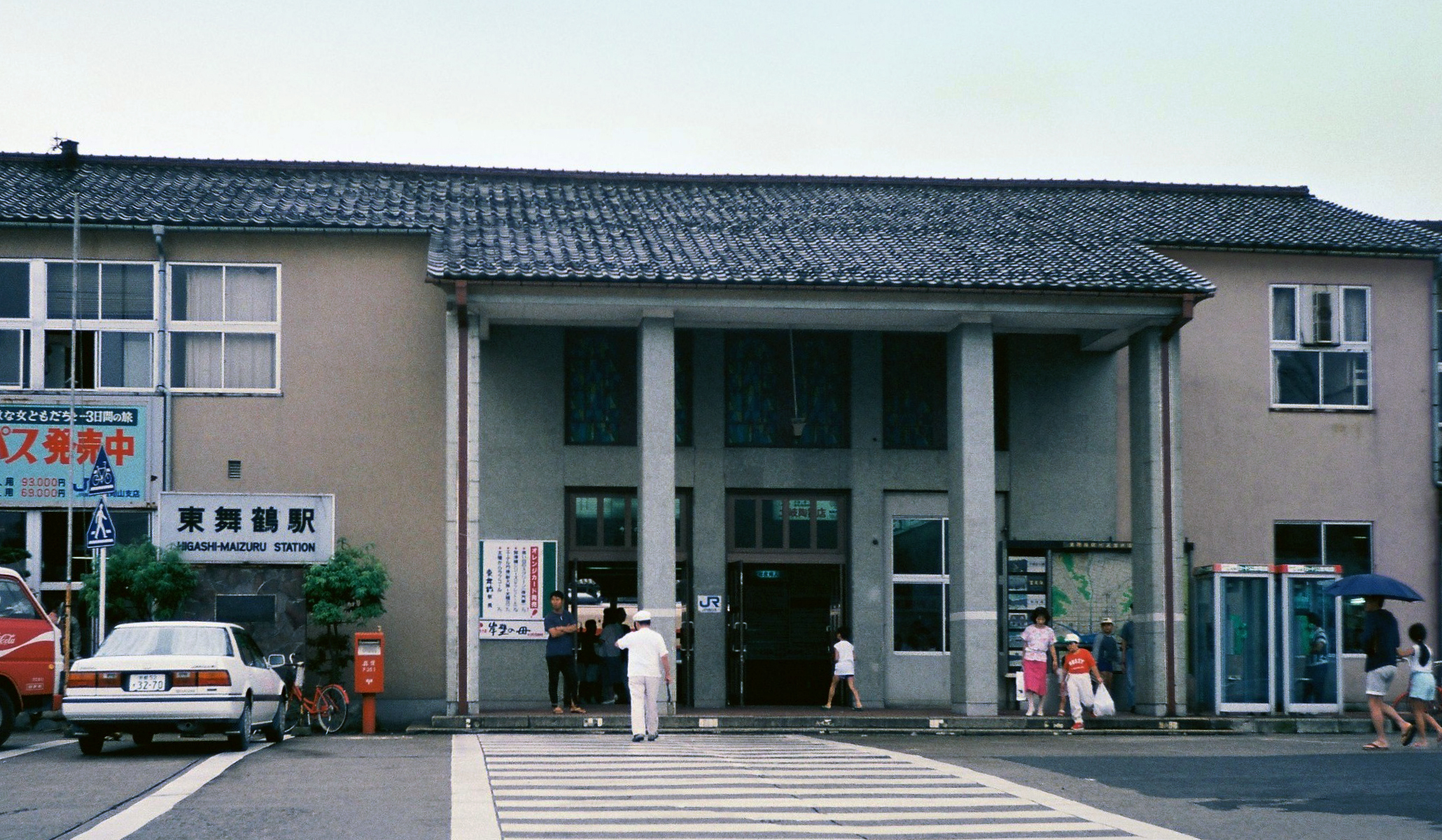
在1990年代改建為高架車站之前的舊東舞鶴車站站房。攝於1988年左右。

- 1904年（明治37年）11月3日－以日本國有鐵道的新舞鶴車站身份開始營運。並即刻借予阪鶴鐵道作為客運與貨運車站使用。
- 1907年（明治40年）8月1日－阪鶴鐵道收歸國有。
- 1919年（大正8年）7月21日－通往中舞鶴（日语：中舞鶴駅）的支線中舞鶴線通車。
- 1939年（昭和14年）6月1日－改名為東舞鶴車站。
- 1972年（昭和47年）11月1日－中舞鶴線廢線。
- 1980年（昭和55年）9月30日－貨運服務停止。
- 1987年（昭和62年）4月1日－日本國鐵分割民營化，東舞鶴車站的所有權與營運權由JR西日本繼承。
- 1996年（平成8年）7月13日－改建為高架車站。

## 其他
- 東舞鶴車站曾在2003年時，獲選列入第4回近畿車站百選（近畿の駅百選），被認為是最能代表近畿地方的百座車站之一[2]。

## 相鄰車站
西日本旅客鐵道
 舞鶴線
■特急「舞鶴」、■普通
西舞鶴－東舞鶴
■小濱線
■普通
東舞鶴－松尾寺

### 曾經存在的路線
日本國有鐵道
舞鶴線中舞鶴支線（中舞鶴線）
東舞鶴－北吸

## 外部連結
- 東舞鶴｜車站資訊：JR出門網 - 西日本旅客鐵道

35°28′20″N 135°23′50″E / 35.47222°N 135.39722°E